# Синтерклас
Синтерклас (хол. Sinterklaas — Синтерклас, или Sint-Nicolaas — Синт-Николас; Свети Никола у холандском фолклору) је главна фигура истоименог годишњег народног празника (у почетку дечји празник), који се слави 5. и 6. децембра у Холандији, Белгији и у неколико бивших холандских колонија.
Овај модерни облик празника Синтеркласа вероватно потиче из сликовнице Свети Никола и његов слуга (1850) учитеља Јана Схенкмана (хол. Jan Schenkman; 1806—1863), но првобитни дечји празник има много старије порекло.
У различитим деловима Европе се такође слави овај празник, али се тумачење фолклора разликује од региона до региона. Две најважније разлике су начин на који Синтерклас долази и изглед његовог слуге. У данашње време је ово породична прослава.
Деца постављају ципеле од тренутка када Синтерклас дође у земљу. Традиционално, ципеле се остављају код камина јер Црни Пит улази са крова кроз димњак. У домовима без димњака ципела се поставља углавном поред радијатора, те код улазних или задњих врата. Следећег дана деца налазе посластице у ципелама. Цени се када деца ураде нешто заузврат, те стога често стављају цртеж, шаргарепу, сено или коцке шећера у ципелу.
Певање Синтеркласу је један од најважнијих обичаја повезан са овим народним празником. Песме се, иако се могу наћи на носачима звука и у књигама, на првом месту преносе са родитеља на дете. Одежда Синтеркласа потиче од бискупске одежде (укључујући и понтификалију), али садржи неколико приметних одступања због којих може јасно да се разликује од правог бискупа.